# Кристалін
Кристаліни — клас білків, що входять до складу кришталика та рогівки ока людини та інших ссавців. Різні кристаліни мають різні функції у кришталику, так, α- і β- кристаліни — молекулярні шаперони, що підтримують структуру білків кришталика і, отже, його прозорість. γ-кристалін — структурний білок кришталика.

## Класифікація
Кристаліни кришталика ока хребетних діляться на три групи: альфа, бета і гамма кристаліни. Розподіл на ці групи відповідає послідовності, в якій дані білки елюються (вимиваються) з колонки при хроматографії. Ці три групи також називають кристалінамі-убіквістами. Бета- і гамма-кристалліни (такі як CRYGC) схожі за послідовністю амінокислот, за будовою і за розташуванням доменів, тому вони згруповані в одну групу — надсімейство βγ-кристаліни. Надродини α- і βγ-кристалінів представляють основні надродини білків, присутніх в кришталику ока. Крім цих кристалінів є й інші, таксон-специфічні кристаліни, які можна знайти лише в кришталику деяких організмів — наприклад, дельта, епсилон, тау, йота кристаліни. Альфа, бета і дельта кристаліни були знайдені в кришталику птахів і рептилій. Альфа, бета і гамма кристаліни були знайдені в кришталику всіх інших хребетних.